# Стерлядь
Сте́рлядь, також чечуга (Acipenser ruthenus) — представник роду осетер (Acipenser) з родини осетрових. Стерлядь та озерний осетер — єдині з осетрових, які живуть у прісних водах. Як й інші представники родини, відкладає ікру за один прийом. Вони влаштовують свої нерестовища в руслах річок, де є кам'янисті місця, або дно вкрите галькою чи грубозернистим піском. До них і приклеюються ікринки, з яких виводяться личинки. Перетворившись на мальків, вони поступово спускаються за течією річки до моря, мальки стерляді залишаються в річці.

## Морфологічні ознаки
Серед осетрових стерлядь найменша за довжиною тіла й масою. Її довжина не перевищує 35—55 см, а маса — 5—6 кг, Зрідка довжина риби досягає близько 80 см, а маса — понад 15 кг. У стерляді, як і в інших осетрових, тіло видовжене, звужується до хвоста, вкрите п'ятьма рядами кісткових щитків — «жучків», хвіст нерівнолопатевий, рот міститься на нижній частині голови. Риба відрізняється від інших осетрових тонким загостреним рилом, на якому є торочкуваті вусики. Спина сірувато-бура або темно-бура, черево жовтувато-біле, плавці сірі.

## Спосіб життя
Веде придонний спосіб життя, обираючи найглибші місця в річках. Вона віддає перевагу прохолодній, чистій, швидкій воді, Це надзвичайно обережна риба. Інколи, переважно вночі або ввечері, вона піднімається до поверхні води, щоб поживитись комахами, зокрема одноденками, які падають на воду. Для цього риба перекидається догори черевом. Живиться стерлядь придонними організмами: черв'яками, личинками комах, іноді поїдає ікру інших риб. Узимку не живиться. У цей час табуни стерляді перебувають у глибоких ямах. Вони залишають їх лише після скресання криги, перед початком нерестової міграції.

## Нерест
Нереститься тільки у водах зі швидкою течією, хоча жити може й у ставках та озерах, де жиріє, але ніколи не розмножується. Ікру відкладає в період найвищого рівня паводка, коли температура води досягає +13… + 15 °C. Самка може відкласти 10—70 тис. ікринок, діаметр яких досягає 2 мм. З них через тиждень-півтора викльовуються личинки, які, підрісши, залишають місця народження і збираються в затонах, на плесах, де знаходять кормові об'єкти. З похолоданням вони переміщуються в глибоководні місця.

## Поширення
Водиться в річках басейну Чорного, Азовського і Каспійського морів, в басейні річок Північна Двіна, Об, Єнісей і Пясіна, проникла в басейн Ладозького та Онезького озер.

## Гібридизація
Досить цікавими є результати схрещування стерляді з деякими осетровими рибами. Так, у гібрида білуги і стерляді — бістер вдало поєднався швидкий ріст морської риби білуги з раннім дозріванням і смаковими якостями річкової риби стерляді.

## Відновлення популяції в Україні
22 травня 2025 року, у Міжнародний день біорізноманіття, на території Дунайського біосферного заповідника  відбулося зариблення Дунаю червонокнижними осетровими видами, зокрема, у річку випустили 18 тисяч мальків стерляді.

## Галерея

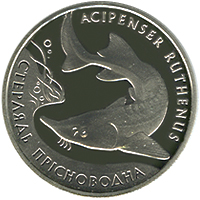
Монета номіналом 2 гривні із зображенням стерляді (2012)